# Плыгавка, Лидия Петровна
Лидия Петровна Плыгавка (род. 5 апреля 1914 году, в селе Лихоболотцы Виленская губерния — умерла 22 марта 2002 году) — звеньевая колхоза «Парижская коммуна» Глубокского района Витебской области. Герой Социалистического Труда (30.04.1966).

## Биография
В 1914 году в селе Лихоболотцы в семье белорусских крестьян родилась Лидия Плыгавка. В три года Лидия осталась без отца. С шести лет девочка помогала по хозяйству. Подрабатывала пастушкой - пасла общественный скот. Чуть позже начала работать в поле. В годы Великой Отечественной войны Лидия Петровна пережила оккупацию. 
До 1949 года трудилась в личном подсобном хозяйстве, затем одной из первых вступила в местную сельскохозяйственную артель. Через несколько лет несколько соседних хозяйств объединились в один большой колхоз "Парижская коммуна". С целью повышения урожайности льна в колхозе были созданы звенья, одно из таких возглавила Лидия Плыгавка. 
Рекордным по урожайности льна оказался 1965 год. На 20 гектарах пашни звено Лидии получило по 9 центнеров семян и 8 центнеров волокна. Это было самым лучшим показателем по Глубокскому району.  
За получение высоких результатов по уборке урожая льна, Указом от 30 апреля 1966 года, была удостоена звания Герой Социалистического Труда и награждена Орденом Ленина и золотой медалью "Серп и Молот".
В 1970 году вышла на заслуженный отдых.
Жила в селе Лихоболотье Глубокского района Витебской области. Умерла в 22 марта 2002 года. Похоронена на сельском кладбище.

## Награды
Имеет следующие награды:
- Герой Социалистического Труда (30.04.1966)
- Орден Ленина (30.04.1966)